# Dolní Lhota (ort i Tjeckien, Zlín)
Dolní Lhota är en ort i Tjeckien.   Den ligger i regionen Zlín, i den östra delen av landet, 270 km öster om huvudstaden Prag. Dolní Lhota ligger 299 meter över havet och antalet invånare är 583.
Terrängen runt Dolní Lhota är kuperad åt nordväst, men åt sydost är den platt. Dolní Lhota ligger nere i en dal. Runt Dolní Lhota är det ganska tätbefolkat, med 90 invånare per kvadratkilometer. Närmaste större samhälle är Zlín, 14,3 km nordväst om Dolní Lhota. I omgivningarna runt Dolní Lhota växer i huvudsak blandskog.